# Октябрьское восстание (1931)
Октябрьское восстание (греч. Οκτωβριανά) — восстание на Кипре, в то время колонии Великобритании, начавшееся 21 октября 1931 года и подавленное британскими войсками 23 октября того же года. Основной причиной восстания стало введение крупных налогов на и так уже живущее в нищете население и мнение о том, что в результате подписания кипрской конвенции жители острова неправомерно оплачивают долги Турции перед Англией. Начиная с 1855 году Оттоманская Порта получила несколько значительных кредитов, которые были потрачены на Крымскую войну с Российской Империей. В октябре 1875 г. в результате невозможности рассчитаться по обязательствам Порта объявила банкротство и в 1878 подписала Кипрскую конвенцию, по которой управление Кипром переходило Англии, и она была обязана выплачивать Османской империи немногим более чем 92799 фунтов стерлингов в год. В июле 1931 года канцлер британского казначейства Филип Сноуден на заседании парламента заявил, что суммы, собранные с жителей Кипра в виде непосильных налогов и пошлин, никогда не были выплачены Турции и использовались для погашения её долга Англии.
Этот факт чрезвычайно возмутил Кипрское сообщество, и именно он послужил отправной точкой для начала восстания.
В результате было сожжено здание губернатора в Никосии, и семья британского командующего в Лимассоле.
Британские власти отреагировали на это применением силы, убив в ходе столкновений 15 демонстрантов и ранив 60. Митрополиты Никодим (Милонас) и Макарий (Папаиоанну), поддержавшие выступления, были арестованы и высланы из страны. Вслед за подавлением восстания британские власти запретили Коммунистическую партию Кипра.